# Botinac
Botinac – wieś w Chorwacji, w żupanii bielowarsko-bilogorskiej, w gminie Kapela. W 2011 roku liczyła 119 mieszkańców.